# Tranvia Milano-Gorgonzola-Vaprio
La tranvia Milano-Gorgonzola-Vaprio era una linea della rete tranviaria interurbana di Milano, prima di questo tipo in Italia a essere esercita a vapore, che fra il 1878 e il 1978 collegava Milano a Vaprio d'Adda.

## Storia
Il primo progetto relativo ad una strada ferrata a cavalli che collegasse Milano a Vaprio d'Adda fu avanzato dagli ingegneri Radice e Manara presso la Deputazione provinciale milanese il 22 febbraio 1877. La loro idea era quella di derivare la linea dalla tranvia Milano-Monza, costruita l'anno precedente, all'altezza della Barriera di Porta Venezia e quindi proseguire lungo corso Buenos Aires e viale Padova, per attraversare in successione Crescenzago, Vimodrone, Cernusco e Gorgonzola.
Il 14 agosto dello stesso anno fu costituita la Società Anonima del Tramway Milano-Gorgonzola-Vaprio (MGV) che l'11 novembre ottenne dalla provincia di Milano la concessione cinquantennale per la costruzione della linea. In cambio la MGV s'impegnava a completare il progetto fino a Gorgonzola entro i primi dodici mesi, costruendo il tronco rimanente fino a Vaprio nei sei mesi che sarebbero seguiti.
Il 28 gennaio 1878, il Consiglio provinciale accordò la possibilità di applicare la trazione a vapore sia alla MGV sia alla società esercente la tranvia Milano-Saronno-Tradate. Nel mese seguente il progetto fu quindi adeguato alle caratteristiche della nuova trazione e furono avviati i lavori. Il 6 giugno la tranvia fu inaugurata sull'intero percorso, mentre il servizio regolare fu aperto due giorni dopo. L'esercizio con locomotive a vapore atte all'uso stradale sulla Milano-Saronno fu avviato solamente il 26 giugno, per cui la tranvia Milano-Vaprio fu la prima in Italia ad avere applicato il nuovo tipo di trazione.
La MGV beneficiò degli esperimenti che erano compiuti dalla concorrente sulla Milano-Saronno e acquistò le dieci locomotive, che formarono il suo parco rotabili, dai principali costruttori del tempo: la Brown, la Krauss, la Henschel & Sohn, la Fox Walker e la Bamat, poi Cerimedo & C..

### Gli anni della MGV e della TIP
Nel 1880 dalla stazione di Cascina Gobba fu derivata la tranvia per Vimercate, concessa sempre alla MGV, mentre da quella di Villa Fornaci si diramò la linea per Treviglio, il cui esercizio fu affidato al gruppo facente capo a Ferdinando Pistorius.
Tra il 1882 e il 1884, la concessione della Milano-Vaprio fu acquisita dalla Società Anonima dei Tramways Interprovinciali di Milano, Bergamo e Cremona, nota anche come Tramvie Interprovinciali Padane (TIP). Durante lo stesso 1882, il capolinea milanese fu trasferito da Porta Venezia alla stazione TIP di Viale Montenero, allungando il percorso di circa 1,6 chilometri.
Nel 1918, la TIP avviò l'elettrificazione a corrente continua con tensione da 600 volt del tronco tra Milano e Crescenzago allo scopo di istituire un servizio di rinforzo a livello suburbano. L'elevata domanda di viaggiatori presente lungo quel tronco, caratterizzato da una forte urbanizzazione e in comune anche con la linea per Vimercate, non permetteva alla società tranviaria di applicare una composizione ottimale dei convogli. Un numero elevato di carrozze, infatti, si traduceva nello scarso utilizzo dei tram nel tratto oltre Crescenzago. La trazione a vapore tuttavia era inadatta per via della breve distanza: era necessario impiegare mezzi celeri, quindi a trazione elettrica, per coprire il più alto numero di corse con pochi convogli. Per tale motivo furono approntate le elettromotrici serie A.1–A.4.

### La STEL e l'elettrificazione
Nel 1926, grazie al Regio Decreto 29 luglio 1926, n. 1565, fu approvata la Convenzione con la quale la Società Trazione Elettrica Lombarda (STEL) ottenne la concessione di alcune linee della TIP, tra cui anche la Milano-Vaprio, con la facoltà di elettrificarle.
Il processo di elettrificazione seguì diverse fasi. La STEL decise di applicare la tensione di 1200 volt in corrente continua, mantenendo quella a 600 volt solo nel tratto fino a Crescenzago. Per quanto riguarda questa sezione si rinnovarono gli impianti, raddoppiando il binario sia lungo l'attuale via Padova sia all'interno di Crescenzago e costruendo il deposito di Molino Nuovo. Dopo Crescenzago, la linea sarebbe proseguita a binario semplice, ma in sede separata rispetto alla strada provinciale (l'attuale strada statale 11 Padana Superiore). La sede promiscua fu mantenuta solamente negli attraversamenti degli abitati di Cassina de' Pecchi e Gorgonzola.
Il 21 ottobre 1928 fu inaugurato il servizio con la nuova trazione tra Milano e Gorgonzola, mentre il 24 maggio dell'anno seguente entrò in funzione il deposito di Molino Nuovo. Contestualmente fu abbandonata la stazione tranviaria TIP di via Montenero a seguito del trasferimento provvisorio del capolinea milanese presso quello della Milano-Monza, sito in Porta Venezia. Solo il 15 agosto 1931 fu aperto il tratto convertito in trazione elettrica fra Gorgonzola e Villa Fornaci, in contemporanea con il nuovo deposito gorgonzolese, mentre Vaprio fu raggiunta il 20 ottobre. Lo stesso giorno il capolinea milanese fu trasferito in via Benedetto Marcello.

### L'esercizio dell'ATM

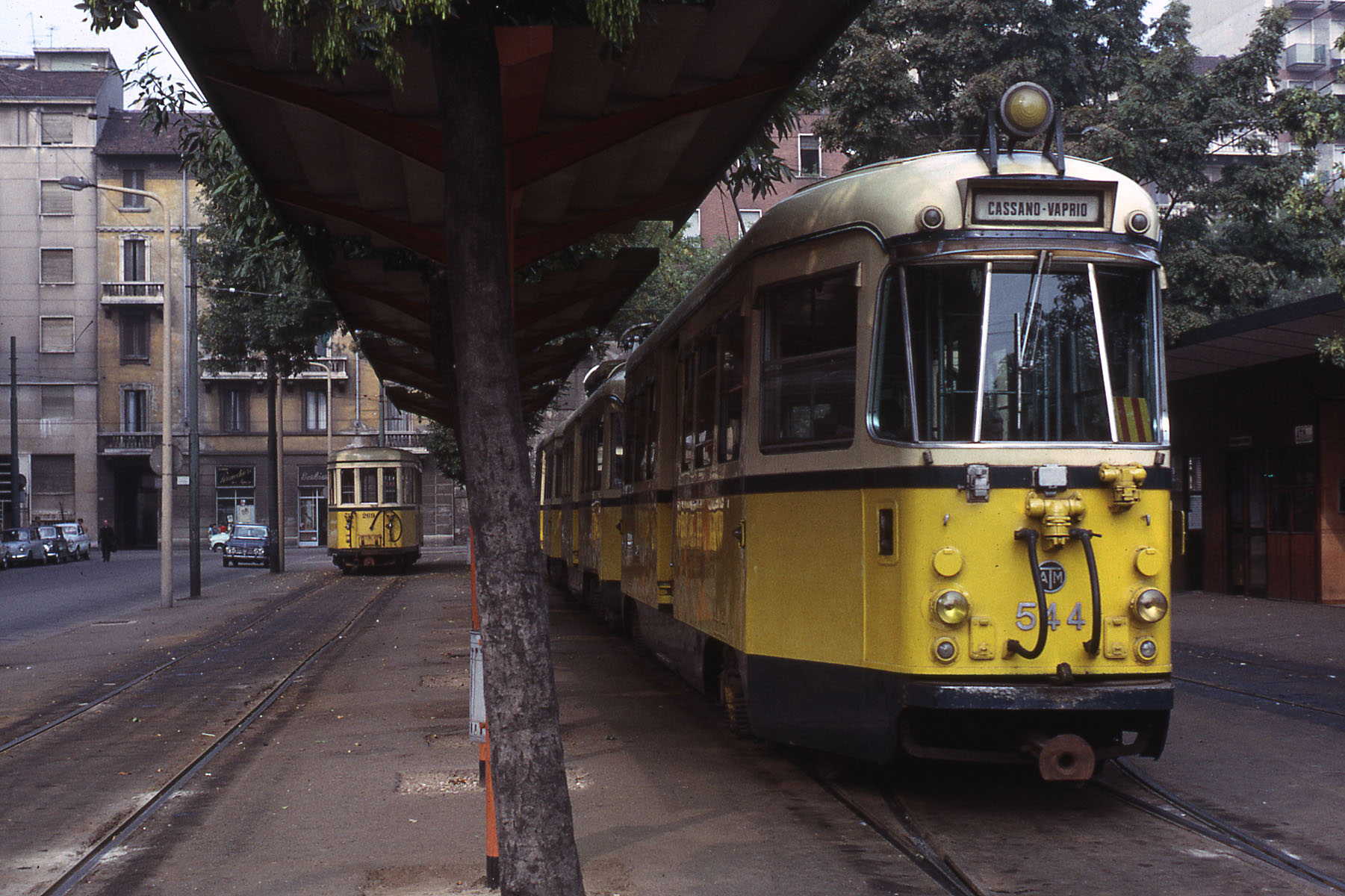
Il capolinea di piazza Aspromonte, utilizzato dal 1957 al 1968

Il 1º luglio 1939, l'ATM assunse l'esercizio della linea. Assieme alla linea per Vimercate e alla diramazione per Cassano d'Adda, formò l'insieme delle tranvie dell'Adda, distinguibili dalle altre interurbane della rete ATM per la differente tensione elettrica: a 1200 volt anziché a 600.
Il programma della municipalizzata milanese di ridefinire le infrastrutture tranviarie urbane e interurbane per ottimizzare il servizio fu procrastinato a causa degli eventi della Seconda guerra mondiale. Il conflitto bellico portò a progressive interruzioni di servizio e di riduzione delle corse a causa inizialmente della mancanza di ricambi e successivamente, a seguito dei bombardamenti dei depositi urbani, dei rotabili.
I problemi rimasero presenti anche nel dopoguerra, principalmente quelli dovuti all'insufficienza del materiale rotabile rispetto alla domanda di trasporto. La crescita del traffico passeggeri, favorito dal progressivo inurbamento delle periferie, fu accompagnata dal declino del trasporto di merci che per la linea di Vaprio fu soppresso il 1º marzo 1951. A metà degli anni cinquanta furono introdotte dodici unità bitensione della serie 501 ÷ 512, mentre è testimoniato che per far fronte all'elevato numero di passeggeri nelle ore di punta la lunghezza dei convogli raggiungeva i 130 metri.
L'avvio dei lavori della linea 1 della Metropolitana milanese coinvolse Piazzale Loreto per cui, nel 1957, si spostò il capolinea delle linee dell'Adda in piazza Aspromonte. Due anni dopo, fu attivato il nuovo percorso in sede riservata e a doppio binario di via Palmanova, tra piazzale Sire Raul e Cascina Gobba. Esso sostituì il tracciato in sede promiscua di via Padova che fu mantenuto fino all'anno seguente per il servizio vicinale destinato a Crescenzago. Del nuovo percorso, il tronco dalla fermata di Molino, posto sul lato posteriore del deposito dell'ATM, fino a Cascina Gobba, fu alimentato con tensione da 1200 volt. Come deposito del materiale rotabile, in sostituzione di quello di Molino Nuovo in via di dismissione, fu utilizzato quello di via Leoncavallo.

### Le linee celeri dell'Adda e la chiusura della tranvia
Durante gli anni cinquanta, le linee tranviarie dell'Adda, soprattutto quella per Vaprio e la sua diramazione per Cassano, avevano rivelato i loro limiti infrastrutturali. Il binario semplice impediva l'aumento delle corse negli orari di punta, mentre la sede promiscua presente ancora nei tratti urbani rendeva problematico il loro attraversamento sia per i tram sia per il normale traffico stradale. Nel 1957, l'ATM presentò al Ministero dei trasporti un progetto di linee ferroviarie, denominate Linee celeri dell'Adda, che avrebbero dovuto sostituire le corrispondenti linee tranviarie. Per quanto riguarda la linea per Vaprio, il progetto iniziale prevedeva la sua sostituzione con una linea ferroviaria a doppio binario che avrebbe unito Milano a Bergamo passando per Villa Fornaci e Trezzo.
Il Ministero dei trasporti, con decreto 31 dicembre 1959, n. 4285, diede l'autorizzazione alla costruzione della Milano-Cascina Gobba-Gorgonzola, l'unico tratto finanziabile con i pochi fondi rimasti che erano stati stanziati dalla legge 1221/1952. Uno dei vantaggi immediati per la tranvia di Vaprio, fu la messa a disposizione tra il 1961 e il 1965 del materiale rotabile che sarebbe stato poi impiegato sulle linee celeri a conclusione dei lavori di costruzione. L'ATM decise di rinnovare il parco già esistente per limitare i costi rifacendo le carrozze rimorchiate di tipo Costamasnaga e costruendo i cosiddetti bloccati, denominati in questo modo perché in composizione bloccata formata da tre casse, di cui una motrice posta al centro e due rimorchiate pilota in testa e in coda.
Nel 1968 al termine dei lavori di costruzione del tronco da Cascina Gobba a Gorgonzola, iniziò la fase di dismissione dei vecchi impianti. Il 3 febbraio fu soppresso il capolinea di Piazza Aspromonte per essere sostituito il giorno seguente con quello di Piazzale Sire Raul, dove a regime si attestarono le linee celeri. Tra febbraio e aprile si effettuò la sostituzione delle sale tranviarie dei bloccati con quelle ferroviarie, a bordino più alto delle prime al fine di consentire il raggiungimento delle velocità consentite dalle Celeri. Il 5 maggio fu inaugurata la Milano-Gorgonzola e il giorno seguente fu soppresso il vecchio percorso tranviario: i bloccati percorsero la nuova linea e quindi furono reimmessi sulla tranvia solamente dopo il deposito, completamente rinnovato e divenuto rimessa a servizio della Celere.
A seguito della decisione di integrare la linea celere nella Linea 2 della Metropolitana di Milano, il 3 dicembre 1972 ebbero termine le corse dei bloccati tra il capoluogo ambrosiano e la stazione di Gorgonzola. La tratta Gorgonzola-Vaprio sopravvisse in queste condizioni fino al 1º febbraio 1978, quando ATM decise di chiuderne l'esercizio per sostituirlo con un servizio automobilistico. Alcuni bloccati furono trasferiti presso le tranvie della Brianza (Milano-Carate e Milano-Limbiate).

## Caratteristiche
La linea fu una tranvia interurbana a binario semplice, salvo eccezioni, e a scartamento ordinario da 1445 mm.
Con il passaggio dalla gestione TIP a quella STEL, la linea tranviaria fu oggetto di un completo rifacimento che ne modificò le caratteristiche essenziali.

### La linea originaria
L'originaria linea era lunga 30,7 chilometri e percorreva in sede promiscua la strada della cerchia muraria, il vialone di Loreto (attuale Corso Buenos Aires), la strada per Crescenzago e infine l'attuale strada statale 11 Padana Superiore attraversando i centri abitati fino a Vaprio d'Adda. A doppio binario erano i tronchi lungo il viale di circonvallazione e il vialone di Loreto; quest'ultimo tratto era inoltre in comune con la Milano-Monza.
Lungo i tratti urbani furono applicate rotaie di tipo Marseillon, lunghe 6 m, dal peso di 14,1 kg per metro lineare con controrotaia di 10,9 kg/m. Nei tratti extraurbani furono impiegate rotaie Vignoles lunghe 7,20 m e dal peso di 17,6 kg/m, unite tra loro da giunti di tipo sospeso.
La trazione fu a vapore. A partire dal 1918, per il solo tratto tra Porta Venezia e Crescenzago fu applicata la trazione elettrica con le specifiche tecniche in uso sulla rete urbana e interurbana della Edison: in corrente continua tensionata a 600 volt. I treni che effettuavano servizio lungo l'intero percorso rimasero trazionati con locomotive a vapore, mentre la linea con la catenaria era riservata ai tram del servizio vicinale Milano-Crescenzago.

### La linea elettrificata
La maggior parte della linea fu trasferita su sede separata a fianco del percorso stradale originario, protetta da un cordone marciatram: rimasero in sede promiscua alcuni tratti in via Padova e gli attraversamenti di Crescenzago, Cassina de' Pecchi e Gorgonzola. Fu inoltre raddoppiato il binario di via Padova, fino al nuovo deposito di Molino Nuovo, e il percorso all'interno di Crescenzago. La fermata a servizio di questo borgo, inoltre, fu dotata di un binario di ricovero per i tram del servizio vicinale.
Per quanto riguarda l'armamento, furono impiegate rotaie Phoenix da 48,750 kg/m nei tratti in sede promiscua, Nei tronchi in sede separata furono applicati tre tipi di rotaia Vignoles che si differenziavano fra loro per il peso al metro lineare: da 27,7 kg/m, da 28,3 kg/m e da 30 kg/m. Le traverse utilizzate erano in rovere per queste ultime e metalliche per quelle Phoenix, salvo un tratto in prossimità del raddoppio di Villa Fornaci in cui, a livello sperimentale, si introdussero quelle in cemento armato.
La tensione scelta dalla STEL fu quella da 1200 volt in corrente continua, che avrebbe garantito una maggior potenza. Tuttavia la STEL decise di mantenere la trazione originaria a 600 volt presente nel tratto fino a Crescenzago: in località Tre Case avveniva il cambio di tensione. L'alimentazione fu garantita da due sottostazioni elettriche: una a Cascina Gobba e l'altra presso il deposito di Gorgonzola.
La lunghezza della linea scese progressivamente man mano che il capolinea fu spostato lontano dal centro della città: fu lunga 27,694 chilometri quando questo fu posto in via Benedetto Marcello (1931), riducendosi a 26,664 km con il suo trasferimento in piazza Aspromonte (1957). Nei pochi mesi in cui il capolinea fu posto in Piazzale Sire Raul (febbraio - maggio 1968) la lunghezza scese a 25,021 km.

### Percorso
| Unknown route-map component "uexKBHFa" |

|  | Unknown route-map component "uexABZgl" | Unknown route-map component "uexCONTfq" |

| Unknown route-map component "uexBHF" |

|  | Unknown route-map component "uexABZg+l" | Unknown route-map component "uexKBHFeq" |

| Unknown route-map component "uexHST" |

|  | Unknown route-map component "uexABZg+l" | Unknown route-map component "uexKBHFeq" |

| Unknown route-map component "uexBHF" |

|  | Unknown route-map component "uexABZgl" | Unknown route-map component "uexCONTfq" |

| Unknown route-map component "uexKBHFa" | Unused straight waterway |  |

| Unknown route-map component "uexKRWgl" | Unknown route-map component "uexKRWg+r" |  |

| Unknown route-map component "uexDST" | Unused straight waterway |  |

| Unknown route-map component "dCONTgq" | Unused waterway under railway bridge | Unused waterway under railway bridge | Unknown route-map component "dCONTfq" |  |

| Unused straight waterway | Unused straight waterway |  |

| Unknown route-map component "uexHST" | Unknown route-map component "uexDST" |  |

| Unknown route-map component "uexHST" | Unknown route-map component "uexBHF" |  |

| Unknown route-map component "uexHST" | Unknown route-map component "uexBHF" |  |

| Unknown route-map component "uexKRWl" | Unknown route-map component "uexKRWg+r" |  |

| Unknown route-map component "uexBHF" |

|  | Unknown route-map component "uexABZgl" | Unknown route-map component "uexCONTfq" |

| Unknown route-map component "uexBHF" |

| Unknown route-map component "uexBHF" |

| Unknown route-map component "uexBHF" |

| Unknown route-map component "uexWBRÜCKE1" |

| Unknown route-map component "uexHST" |

| Unknown route-map component "uexHST" |

|  | Unknown route-map component "uexABZgl+l" | Unknown route-map component "uexKDSTeq" |

| Unknown route-map component "uexBHF" |

| Unknown route-map component "uexBHF" |

| Unknown route-map component "uexBHF" |

| Unknown route-map component "uexCONTgq" | Unknown route-map component "uexABZgr" |  |

| Unknown route-map component "uexBHF" |

| Unknown route-map component "uexKBHFe" |

#### I capolinea
Il capolinea originario della linea era stato posto dalla MGV a settentrione dell'incrocio fra le attuali via Lazzaretto e viale Vittorio Emanuele, in zona Porta Venezia.
Con il passaggio di gestione alla TIP, lo scalo fu spostato presso l'impianto posto lungo l'attuale viale Montenero, all'incrocio con l'attuale viale Lazio. Lo scalo fu progettato per servire tutte le linee della società tranviaria che convergevano verso Milano e fungeva anche come deposito del materiale rotabile e come officina.
La STEL abbandonò l'impianto di via Montenero, spostando il capolinea della linea, prima in Piazza Oberdan (1927), poi in via Benedetto Marcello (1931), all'incrocio con via Vitruvio; il deposito dei rotabili fu trasferito invece in zona Molino, presso l'attuale deposito autobus.
L'ATM mantenne il capolinea stabilito dalla STEL fino al 1957, quando decise di spostarlo in piazza Aspromonte a causa dei lavori per la costruzione della prima linea della metropolitana di Milano i quali coinvolgevano il nodo di Piazzale Loreto. Tra il febbraio e il maggio del 1968, il capolinea fu spostato presso il terminal della linea celere dell'Adda di piazzale Sire Raul.

#### Tracciato originario
Dalla stazione di viale Montenero, la tranvia percorreva il viale di circonvallazione (gli attuali viale Montenero, viale Premuda e viale Piave) fino all'attuale Piazzale Oberdan dove si immetteva sul percorso della Milano – Monza lungo il vialone di Loreto, l'attuale Corso Buenos Aires.
A Piazzale Loreto la linea abbandonava la tranvia per Monza per proseguire sul lato destro della strada lungo l'attuale via Padova, attraversando in successione i centri di Cimiano e di Crescenzago, entrambi dotati di raddoppio per la sosta e l'incrocio dei convogli. La linea seguiva quindi il percorso del Naviglio Martesana per giungere a Cascina Gobba. L'impianto a servizio di questa località era dotato di raddoppio e di torre del rifornitore; da esso si diramava inoltre la tranvia per Vimercate.
La tranvia proseguiva lungo la strada provinciale Veneta (attuale strada statale 11 Padana Superiore), mantenendosi sul lato sinistro della strada e attraversando in successione Vimodrone, Cernusco sul Naviglio, Cassina de' Pecchi e Gorgonzola. Dopo quest'ultimo comune, la linea passava sul lato destro dalla strada per giungere a Villa Fornaci. Presso il bivio fra la strada statale 11 e la strada statale 525 si diramava la linea per Treviglio e Caravaggio; la tranvia proseguiva invece lungo l'attuale ex strada statale 525 attraversando l'abitato di Bettola, frazione di Pozzo d'Adda, per giungere infine a Vaprio d'Adda. Il capolinea terminale di Vaprio era posto all'esterno del paese, in quanto le strade del centro abitato non avevano una larghezza adatta al transito dei tram interurbani.
Con l'elettrificazione a 600 volt del tratto fra Porta Venezia e Crescenzago, la TIP decise di separare parte del tracciato dal percorso comune con la linea per Monza. Si costruì un nuovo binario che fu posto sul lato destro di corso Buenos Aires, a sua volta a destra del doppio binario della tranvia interurbana monzese. All'altezza dell'attuale viale Tunisia, dove a quel tempo c'era un ponte ferroviario che permetteva di scavalcare la vecchia linea di cintura milanese, il binario semplice della linea per Crescenzago si reimmetteva sul doppio binario del tracciato originario, proseguendo in questa situazione fino a Piazzale Loreto.

#### La linea elettrificata
Il capolinea della linea elettrificata era posto in via Benedetto Marcello, all'incrocio con via Vitruvio, e si reimmetteva nel percorso della linea originaria presso piazzale Loreto. Tra il capolinea e questa piazza i tram erano instradati su due percorsi differenti:
- quello ascendente si snodava lungo via Vitruvio, via Tadino, via Petrella, via Gaffurio fino a giungere in piazza Cajazzo. La tranvia voltava a destra per immettersi in via Andrea Doria e giungere a piazzale Loreto.
- quello discendente vedeva i tram percorrere via Andrea Doria, piazza Cajazzo, via Gaffurio per giungere al capolinea di via Marcello.

Dopo piazzale Loreto, la tranvia si immetteva in via Padova che era percorsa in sede promiscua e a doppio binario fino al cavalcavia ferroviario della nuova linea di cintura milanese. In questo punto, la linea percorreva la strada in sede separata: a doppio binario, fino al deposito di Molino Nuovo, poi a binario semplice. All'ingresso di Crescenzago, la linea ritornava a doppio binario su percorso promiscuo con l'attuale via Padova.
Nei pressi della fermata di Crescenzago, dotata di un binario tronco per il servizio vicinale con Milano, terminava il tratto a doppio binario: per il resto del tracciato, fino a Vaprio d'Adda, la linea proseguiva a binario semplice. Dopo Crescenzago, presso la località Tre Case si trovava il punto di transizione fra la linea alimentata con tensione a 600 volt e quella a 1200 V.
La tranvia proseguiva in sede separata a sinistra della strada statale 11 Padana Superiore, ad eccezione degli attraversamenti all'interno degli abitati di Cassina de' Pecchi e Gorgonzola dove, a causa di motivi tecnici, si dovette mantenere il percorso a raso. Nel 1932, per gli stessi motivi, si eliminò il binario di precedenza di Gorgonzola Paese, che fu quindi tramutata in fermata in piena linea.
Con il trasferimento del capolinea in piazza Aspromonte, il percorso dei tram diretti a Vaprio si snodava lungo via Lulli, via Andrea Costa, via Leoncavallo e via Chavez, al termine della quale si reimmettevano in via Padova. I tram della direzione opposta, invece, da via Padova entravano in via Fanfulla da Lodi, la quale è la parallela di via Chavez, quindi proseguivano lungo via Leoncavallo, via Andrea Costa e via Ricordi, giungendo infine al capolinea terminale.
L'apertura del percorso a doppio binario di via Palmanova, avvenuto nel 1959, modificò radicalmente questa impostazione: abbandonando via Padova, i tram furono instradati lungo via Leoncavallo fino a Piazzale Sire Raul, oltre il quale si immettevano sul nuovo tracciato. Poco dopo il piazzale, nei pressi del lato posteriore del deposito di Molino Nuovo fu istituita la fermata del Molino, presso la quale avveniva il cambio di alimentazione da 600 V a 1200 V.

#### La tratta Gorgonzola-Vaprio dopo il 1968
| Unknown route-map component "uCONTg" |

| Urban station on track |

|  | Unknown route-map component "uABZgl+l" | Unknown route-map component "uCONTfq" |

| Unknown route-map component "uKDSTxe" |

| Unknown route-map component "uexCONTgq" | Unknown route-map component "uexABZgr+r" |  |

| Unknown route-map component "uexHST" |

| Unknown route-map component "uexBHF" |

| Unknown route-map component "uexBHF" |

| Unknown route-map component "uexCONTgq" | Unknown route-map component "uexABZgr" |  |

| Unknown route-map component "uexBHF" |

| Unknown route-map component "uexKBHFe" |

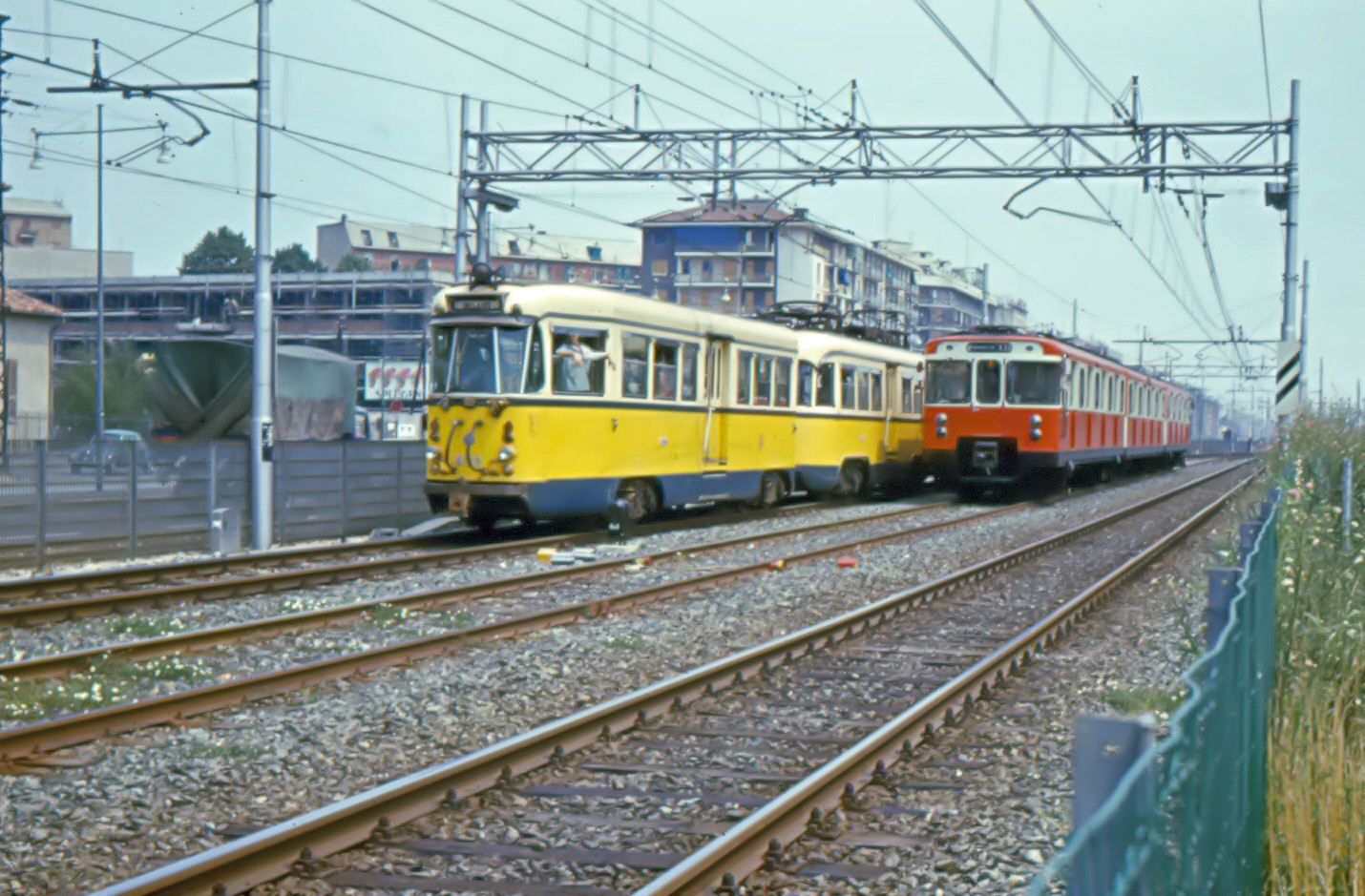
Via Palmanova: tram e metropolitana

A seguito dell'attivazione della linea celere dell'Adda (1968), la sezione tranviaria iniziò presso il deposito di Gorgonzola, mentre il capolinea del servizio fu mantenuto presso Sire Raul per un quadriennio.
Dal 1972 fino al 1978, il capolinea del servizio tranviario fu posto presso la stazione della metropolitana di Gorgonzola. In quest'ultima, dotata all'origine di quattro binari, avveniva lo stazionamento contemporaneo delle vetture tranviare e metropolitane, agevolando il trasbordo dei passeggeri.